# Andreas Leknessund
Andreas Leknessund (ur. 21 maja 1999 w Tromsø) – norweski kolarz szosowy. Olimpijczyk (2020).

## Osiągnięcia
Opracowano na podstawie:

2016
- 2. miejsce w mistrzostwach Norwegii juniorów (jazda indywidualna na czas)
- 1. miejsce w klasyfikacji młodzieżowej Internationale Niedersachsen-Rundfahrt der Junioren

2017
- 2. miejsce w Wyścigu Pokoju Juniorów
  - 1. miejsce na etapie 2a
- 2. miejsce w Trophée Centre Morbihan
  - 1. miejsce na 2. etapie
- 1. miejsce w Tour du Pays de Vaud
  - 1. miejsce na 1. etapie
- 2. miejsce w mistrzostwach Norwegii juniorów (start wspólny)
- 1. miejsce w mistrzostwach Norwegii juniorów (jazda indywidualna na czas)
- 1. miejsce na etapie 2a Internationale Niedersachsen-Rundfahrt der Junioren
- 1. miejsce w mistrzostwach Europy juniorów (jazda indywidualna na czas)

2018
- 2. miejsce w mistrzostwach Norwegii (jazda indywidualna na czas)

2019
- 2. miejsce w Gandawa-Wevelgem U23
- 2. miejsce w Circuit des Ardennes
  - 1. miejsce w klasyfikacji młodzieżowej
- 2. miejsce w Ronde de l’Isard
- 1. miejsce w Grand Prix Priessnitz spa
  - 1. miejsce w klasyfikacji młodzieżowej
  - 1. miejsce na 3. etapie
- 1. miejsce w mistrzostwach Norwegii (jazda indywidualna na czas)
- 2. miejsce w mistrzostwach Norwegii (start wspólny)

2020
- 1. miejsce w mistrzostwach Norwegii (jazda indywidualna na czas)
- 1. miejsce w mistrzostwach Europy U23 (jazda indywidualna na czas)
- 1. miejsce w Hafjell TT
- 1. miejsce w Lillehammer GP
- 3. miejsce w mistrzostwach Norwegii U23 (start wspólny)
- 1. miejsce w klasyfikacji młodzieżowej Okolo Slovenska
- 1. miejsce w Giro della Regione Friuli Venezia Giulia
  - 1. miejsce w klasyfikacji górskiej
  - 1. miejsce w klasyfikacji punktowej
  - 1. miejsce na 1. (jazda drużynowa na czas) i 3. etapie

2021
- 3. miejsce w mistrzostwach Norwegii (jazda indywidualna na czas)

2022
- 1. miejsce na 2. etapie Tour de Suisse
- 1. miejsce w Arctic Race of Norway
  - 1. miejsce w klasyfikacji młodzieżowej
  - 1. miejsce na 4. etapie

2023
- 8. miejsce w Giro d’Italia

## Rankingi
| Rok             | 2018  | 2019 | 2020 | 2021 | 2022 | 2023 | 2024 |
| --------------- | ----- | ---- | ---- | ---- | ---- | ---- | ---- |
| World Ranking   | 1176. | 228. | 122. | 321. | 144. | 138. | 296. |
| UCI Europe Tour | 786.  | 191. | 101. | 270. | 121. | -    | -    |
|                 |       |      |      |      |      |      |      |
| Źródło: UCI     |       |      |      |      |      |      |      |